# زين شعيب
زين شعيب (1924-10 نيسان 2005) شاعر لبناني من جبل عامل وهو من شعراء الزجل المشهورين.

## حياته
ولد زين شعيب في بلدة الشرقية (من قرى جبل عامل) في جنوب لبنان، وذلك في العام 1922 م. جده كان شاعرا، وكذلك والده الوجيه عيسى شعيب، الذي كان يصطحبه إلى السهرات والمجالس الشعرية. بدأ بنظم الشعر الزجلي في السابعة من عمره.
أسّس في الخمسينات جوقة «الجنوب العاملي» بالاشتراك مع الشاعر خليل روكز والشاعر عبد الجليل وهبي. بعدها انتقل إلى بيروت، وأسّس مع الشاعر جوزيف الهاشم جوقة «زغلول الدامور» وبقي ركنا في هذه الجوقة حتى آخر حياته.

## مؤلفاته
له عدد من الإصدارات الشعرية منها:
1. الشجرة الطيبة
2. المرج الأخضر
3. مع المغتربين
4. بين القلوب
5. بين الأرواح
6. أفـكار
7. حلم سجين
8. وقد ألّف الدكتور علي عبد الحليم شعيب كتابا تناول فيه شعر زين شعيب بالنقد والدراسة أسماه:«عبقرية الإبداع في شعر زين شعيب».

## أولاده
كما كان والده وجده من الشعراء، كذلك فإن أبناءه كانوا من وارثي هذا الفن وقد برز منهم: 
1. علي شعيب (إبنه البكر)
2. نديم شعيب (من أركان جوقة الربيع مع الشاعر طليع حمدان)
3. عماد شعيب (من أركان جوقة زغلول الدامور)

## الأوسمة التي نالها
نال الكثير من التكريم في حياته وبعد وفاته منها:
- قُلد وسام الأرز الوطني من رتبة فارس في عهد رئيس الجمهورية إلياس الهراوي في احتفال أقيم في القصر الجمهوري العام 1997.
- نال وسام تقدير من وزارة الثقافة عام 1995.
- مُنح وسام شرف وتقدير من المجلس الثقافي للبنان الجنوبي عام 1995.
- كرمته الحركة الثقافية في لبنان برعاية رئيس مجلس النواب نبيه برّي عام 1996.
- نال درع تكريم عمالقة الشرق من لجنة تخليد عمالقة الشرق برعاية رئيس مجلس الوزراء الرئيس الشهيد رفيق الحريري عام 2002.
- كرمه مركز «كامل يوسف جابر الثقافي»، وقلده وسام تقدير في العام 2001.
- كرمته مجلة «شؤون جنوبية» في قصر الأونيسكو عام 2004.

## شعره
ذاع صيته في الحفلات الزجلية في لبنان وخارجه، واشتهر بقدرته على الارتجال.
تعدّدت نشاطاته بين الحفلات داخل لبنان والإطلالات التلفزيونية والإذاعية، والتنقّل في بلاد المهجر بين المغتربين اللبنانيين منشدا الشعر الزجلي بكل ألوانه.
تنوعت مواضيع أشعاره بين الحنين إلى الماضي وحب الوطن، كما ضمنها آلام وآمال شعبه، كما نجد في شعره الكثير من مواطن الحب والغزل.

### من أشعاره
يقول واصفا الشاعر وأحواله:
ويقول مخاطبا الجنوب (جنوب لبنان):